# تکامل فلسفی من
تکامل فلسفی من (به انگلیسی: My Philosophical Development) یکی از آثار برتراند راسل، فیلسوف بریتانیایی مکتب فلسفه تحلیلی است.
راسل دو گونه زندگینامه نوشته‌است: یکی به نام اتوبیوگرافی که بیشتر به زندگی شخصی و سیاسی-اجتماعی راسل می‌پردازد؛ و دیگری کتاب تکامل فلسفی من که به مسائل فنی‌تر و تخصصی تر می‌پردازد. در این کتاب، که زندگینامه فکری راسل به‌شمار می‌رود، راسل مسیر طولانی و پرپیچ و خم تحولات فکری خود را با بیانی موجز مرور می‌کند.
راسل داستان تکامل فلسفی خود را با شرحی کوتاه از اندیشه‌ها و انگیزه‌های دوره نوجوانی خود آغاز می‌کند. او می‌نویسد: «دلبستگی آغازین من به فلسفه منبعث از دو منبع بود: از یک سو، مشتاق بودم دریابم که آیا فلسفه برهانی هرچند مبهم در تأیید آنچه که می‌تواند باور دینی نامیده شود عرضه می‌کند یا نه؛ و از سوی دیگر، خواستار آن بودم که خود را متقاعد سازم که در ریاضیات محض چیزی می‌تواند شناخته شود که در جاهای دیگر یافت نمی‌شود»
تکامل فلسفی من نخستین بار به سال ۱۹۵۹ به چاپ رسید. این کتاب به فارسی نیز برگردانده شده‌است.